# Aurich
Aurich (Tiếng Hạ Sachsen: Auerk) là một thị trấn của huyện Aurich trong bang Niedersachsen, nước Đức. Thị trấn Aurich có diện tích 197,21 km². Đây là thủ phủ của huyện Aurich.

## Cư dân nổi bật
- Karl Heinrich Ulrichs (1825-1895), nhà văn
- Friedrich August Peter von Colomb (1775-1854), tướng Phổ